# Попов, Иван (врач)
Иван Попов (1790 — 27 сентября (9 октября) 1830) — российский врач, коллежский асессор.
Сын священника, учился в Вологодской семинарии. В 1807 г. поступил в Московское отделение Медико-хирургической академии, в 1811 г. окончил курс с присвоением специальности лекаря.
В мае 1812 г. определён в Минский военно-временный госпиталь младшим лекарем II класса, в августе переведён в Копорский пехотный полк, в составе которого принимал участие в войне 1812—1814 гг., дойдя до Парижа. Обратил на себя внимание главного медицинского инспектора Русской армии Якова Виллие, который в сентябре 1813 г. присвоил ему звание старшего лекаря II класса «за успешное подание пособия раненым в сражениях с французами», а в апреле 1814 г. произвёл его в штаб-лекари «за отличие». В 1819 г. Попов переведен был в Резервный пехотный полк, в 1821 г. вышел в отставку. С 1823 г. служил уездным врачом в Мологе, имел чин коллежского асессора. Умер от холеры.
Перевёл с немецкого языка книгу И. Б. Троммсдорфа «Химическое наставление писать рецепты, или Карманная книжка для практических врачей» (М., 1811).